# E-plikt
E-plikt eller pliktleverans av elektroniskt material innebär att vissa utgivare av digitalt material måste leverera det till Kungliga biblioteket.
Pliktleveranslagstiftningen har funnits i Sverige sedan 1661 och omfattade ursprungligen bara tryckt material. Under 1900-talet har den utvidgats till att även omfatta radio, tv, film och musik.
1 juli 2012 trädde lagen om leveransplikt för elektroniskt material i kraft. Den gäller material som publiceras från 2015. Det är huvudsakligen massmedieföretag och myndigheter som måste leverera sitt digitala material till KB.

## Vem ska leverera?
E-pliktslagen gäller fullt ut från och med 1 januari 2015 för material som har tillgängliggjorts till allmänheten över nätverk. De som omfattas av lagen är:
1. Webbplatser som har ett utgivningsbevis från Myndigheten för radio och TV
2. Företag som yrkesmässigt låter framställa elektroniskt material och andra yttranden.
3. Alla kommunala myndigheter och statliga myndigheter under regeringen.

Privatpublicering omfattas inte av lagen. Exempelvis e-böcker utgivna av privatpersoner.

## Vad ska levereras?
Visst elektroniskt material som har gjorts tillgängligt för allmänheten i Sverige genom överföring via nätverk. Materialet ska också röra svenska förhållanden.
Till exempel:
- Artiklar, som bara publiceras på webben.
- Broschyrer
- Vägledningar
- Videoklipp
- Poddradio

Det är de enstaka artiklarna eller liknande som ska levereras, alltså inte hela webbsidan. Vilket material som ska levereras skiljer sig delvis åt mellan myndigheter och övriga leverantörer. För myndigheter gäller att även material som publicerats i tryckt form ska levereras som e-plikt.

## Leveranssätt
Lagen föreskriver att materialet ska levereras på en fysisk bärare. Kungliga biblioteket kan också ta emot leveranser via automatiserade flöden eller uppladdning i ett webbformulär.

## Testperiod
Från och med 1 april 2013 omfattades ett fyrtiotal utvalda leverantörer av leveransplikt. Gruppen bestod av myndigheter, dagstidningar, tidskrifter, radio och TV.